# Bassa de Mercader
La Bassa de Mercader és un llac d'origen glacial dels Pirineus, del terme comunal de Portè, de l'Alta Cerdanya, a la Catalunya del Nord.
És a a la vall del Rec d'en Garcia, a la zona septentrional del terme de Portè, a la dreta del torrent esmentat, costat solei de la vall. És a llevant del Pic de Querfort.
Aquest estany és molt concorregut per les rutes excursionistes que recorren els Pirineus de la zona oriental d'Andorra i occidental de la Cerdanya.